# Бараконі
Барако́ні (груз. ბარაკონი) — храм Богоматері Бараконі, пам'ятник старогрузинської купольної архітектури, знаходиться в Рачі, (Амбролаурський муніципалітет), село Цесі.
Був побудований майстром Автанділом Шулаврелі за наказом Рачинського князя Ростома в 1753 р. Споруда у формі хреста з прямими кутами, без прибудов. Купол спирається на кути вівтарних стін і дві колони. Зовні стіни будівлі рясно прикрашені візерунковим різьбленням по каменю, найстаріші зразки якого знаходяться в нішах східного фасаду. Церкву побудовано на крутому урвищі скелі, біля основи якої протікає бурхливий потік річки Ріоні, з яким у цьому місці зливається річка Лухуні. У дворі церкви знаходиться сільське кладовище.

## Галерея

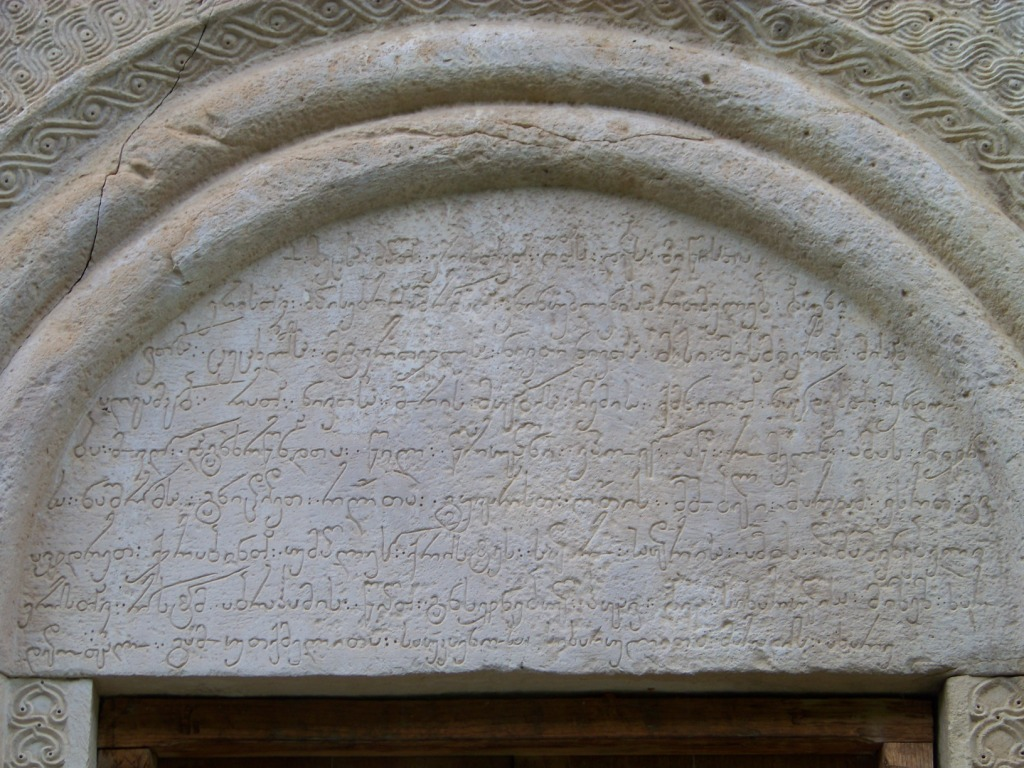
Настінний напис у церкві
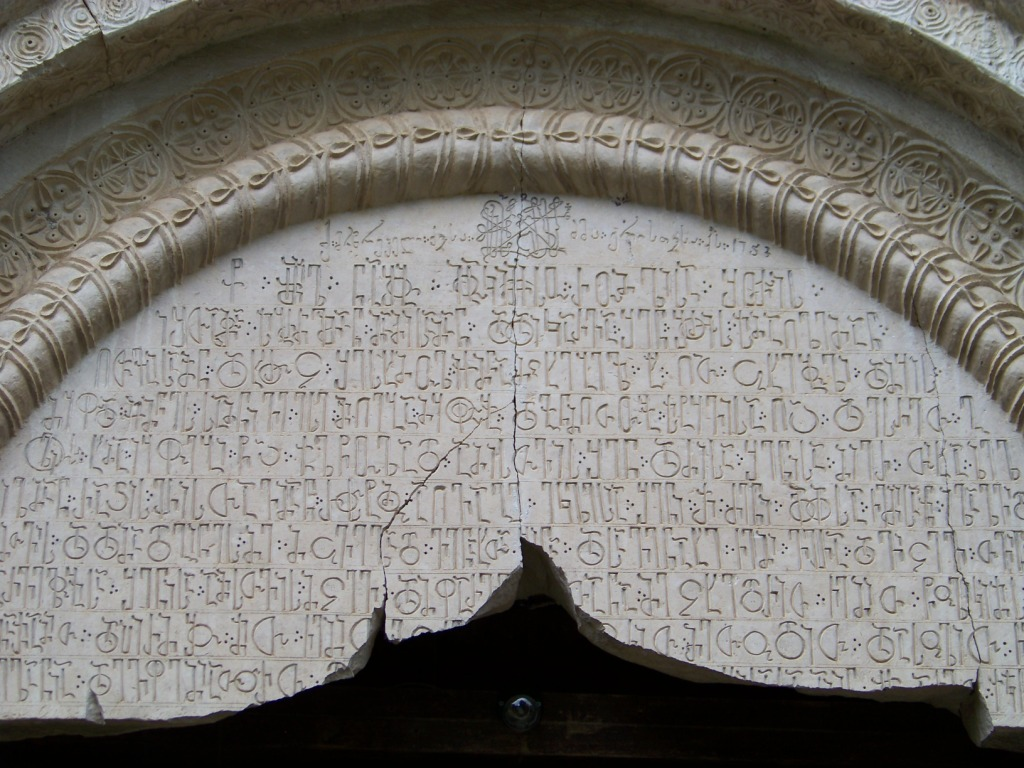
Інший настінний напис у церкві